# Marjorie Estiano
Marjorie Dias de Oliveira, mais conhecida como Marjorie Estiano (Curitiba, 8 de março de 1982), é uma atriz, cantora e compositora brasileira. Ao longo de sua carreira, foi nomeada a prêmios como Emmy.
Seu primeiro papel na televisão foi como Natasha, no seriado Malhação (2004) da TV Globo. Logo em seguida interpretou Marina em Páginas da Vida (2006), Maria Paula em Duas Caras (2007), Tônia em Caminho das Índias (2009), Manuela em A Vida da Gente (2011), Laura em Lado a Lado (2012) e Cora em Império (2015).
Protagonizou a série Sob Pressão (2017–presente) interpretando Dra. Carolina, personagem que lhe rendeu uma indicação ao Prêmio Emmy Internacional de melhor atriz em 2019. Seu primeiro álbum autointitulado foi lançado em 2005 recebendo disco de platina pela ABPD e algumas canções fizeram parte da 11.ª temporada do seriado Malhação no qual Estiano fazia parte. O segundo álbum de estúdio intitulado Flores, Amores e Blablablá (2007) vendeu cerca de 50 mil cópias. Após um hiato de sete anos na música, Estiano lançou o terceiro álbum de estúdio, Oito (2014).

## Primeiros estudos e atuações
Marjorie fez teatro amador desde os 15 anos e atuou em peças como Lisístrata, A Raposa e as Uvas e A Casa de Bernarda Alba. Aos 18 anos, após concluir o Curso Técnico de Teatro do Colégio Estadual do Paraná, em Curitiba, mudou-se para São Paulo, onde cursou Música por dois anos, na Faculdade Paulista de Artes, depois, Publicidade por mais um ano. Nesse período, atuou em algumas peças de teatro, como Clarice, O Palhaço Imaginador, Liberdade, Liberdade, Buchicho, Bárbara não lhe Adora, Beijos, Escolhas e Bolhas de Sabão, e participou de comerciais de televisão. Fez parte de um grupo de garçons cantores que faziam performances de clássicos do cinema, como Grease e Cabaret, chamado Cine in Show, e cursou a Escola de Atores Wolf Maya. Em 2002, participou do reality show Popstars, exibido pelo SBT, sendo aprovada nas primeiras fases.

## Carreira

### 2003–2006:Malhação, contrato com a Universal Music ePáginas da Vida
Após passar em um teste para cursar a Oficina de Atores da TV Globo, Marjorie mudou-se para o Rio de Janeiro e obteve sua primeira oportunidade na televisão em 2003, com uma participação em Malhação. Entrou para o elenco fixo de Malhação em 2004, onde interpretou a vilã Natasha, baixista do grupo musical Vagabanda, que a tornou conhecida do grande público.
A partir de Malhação, Marjorie começou a gravar demos e a apresentá-los em gravadoras, até que a Universal Music aceitou lançar as músicas em um álbum, que começou a ser distribuído nas lojas no dia 30 de abril de 2005. Com o mesmo lançado, a cantora decidiu apresentar-se pelo Brasil e o espetáculo estreou em julho de 2005. No mesmo ano renovou seu contrato com a TV Globo, para participar da 12ª temporada de Malhação, como coadjuvante. Em novembro de 2005, Marjorie lançou o primeiro DVD que, além das músicas do CD de estreia, traz a leitura da cantora para os sucessos "Miss Celie's Blues", tema do filme The Color Purple (br: A Cor Púrpura); "Até o Fim", clássico de Chico Buarque; e "This Love", do Maroon 5, entre outros. O disco vendeu mais de 175 mil cópias e o DVD atingiu a marca de 42 mil cópias vendidas. Ambos foram lançados pela Universal Music.
Em 2006, após o fim da 12ª temporada de Malhação, foi convidada para integrar o elenco da telenovela Páginas da Vida, de Manoel Carlos. Na trama ela viveu Marina, personagem que luta para tentar salvar o pai do alcoolismo, e que fazia parte de um núcleo central na história, como membro da grande família Andrade Rangel, cujo patriarca, Seu Tide, era interpretado por Tarcisio Meira e sua mulher Lalinha por Glória Menezes.

### 2007–2010:Flores, Amores e Blábláblá, aparição emDuas Carase estreia nos cinemas

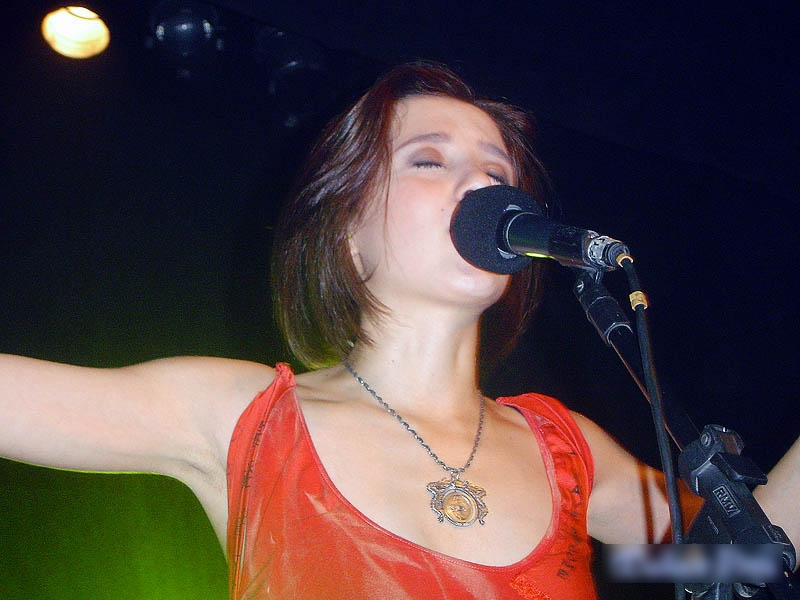
Marjorie se apresentando em 2007.

Em 2007, Marjorie finalizou o segundo CD, Flores, Amores e Blablablá, que incluiu uma canção de Rita Lee, uma canção da sua própria autoria, "Oh! Darling" (dos Beatles) e a canção "Espirais". No episódio da série Sob Nova Direção, Marjorie fez a personagem Nelly Li, uma mistura de Nelly Furtado e Negra Li, e também cantou a canção "Espirais", do CD Flores, Amores e Blablablá, e a canção "O Rap da Gaguinha", com Ingrid Guimarães. No mesmo ano, entrou para o seleto grupo de protagonistas das novela das oito da Globo, fazendo Maria Paula, uma jovem dividida entre o amor e o desejo de vingança, em Duas Caras. Criticada no início da trama, acabou caindo no gosto do público, quando sua personagem voltou a relacionar-se com o protagonista masculino da trama e a por em prática seu plano de vingança. Foi elogiada pelo autor da obra, Aguinaldo Silva, no Programa Vídeo Show e em seu blog, por seu quase minimalismo ao interpretar a personagem, e chamada por ele de "a mocinha perfeita".
Em 2009, Marjorie foi convidada para participar de Caminho das Índias, novela de Glória Perez, na qual fez Tônia, uma personagem cômico/dramática que namorava um rapaz esquizofrênico e sofria a oposição da mãe do rapaz. Paralelamente a Caminho das Índias filmou Malu de Bicicleta, sua estreia no cinema.
Em janeiro de 2010, estreou na peça Corte Seco, com direção de Christiane Jatahy. No mesmo ano, ela estrelou a peça teatral "O Inverno da Luz Vermelha", de Monique Gardenberg, como a prostituta Christine, o que lhe rendeu elogios do cineasta Bruno Barreto em um ensaio para a Revista Trip. Na televisão, participou do episódio "Na saúde e na doença", do seriado S.O.S. Emergência, onde interpretou Flávia.

### 2011–2013:Amor em Quatro Atos,A Vida da GenteeLado a Lado
Em janeiro de 2011, Marjorie Estiano pôde ser vista na minissérie Amor em Quatro Atos. Em quatro capítulos, a obra foi baseada em quatro músicas de Chico Buarque. No capítulo "Ela Faz Cinema", Marjorie interpretou a personagem principal, uma cineasta envolvida nas filmagens do clipe da música "Construção" que durante o episódio vai reclamar do barulho da obra do vizinho e conhece o personagem de Malvino, no papel de um pedreiro. Em 24 de agosto de 2011 Marjorie assumiu o cargo de apresentadora do semanal Cine Conhecimento da TV Futura, um programa que apresenta filmes de vários países que focam questões atuais abordando técnicas, detalhes de produção, história, curiosidades, premiações e diferenças culturais. Marjorie, viveu também sua segunda protagonista em uma novela da TV Globo, A Vida da Gente. Ela interpretou Manuela, jovem deficiente, rejeitada pela mãe, que criou a sobrinha ao lado do parceiro da irmã em coma, acabou se casando com ele e viveu o drama de ver a irmã despertar depois de cinco anos e buscar recuperar sua vida. Foi sua primeira novela do horário das seis.
Em 2012, atuou na peça "O Desaparecimento do Elefante", seu segundo trabalho com a diretora Monique Gardenberg, e protagonizou no horário das 6 a novela ganhadora do Emmy 2013, Lado a Lado, junto a Camila Pitanga. Na trama de João Ximenes Braga e Cláudia Lage, que se passa no Rio de Janeiro entre 1903 e 1911, Marjorie viveu a feminista Laura, mulher à frente de seu tempo que escandalizou a sociedade da época ao se divorciar do marido e buscar se firmar como professora e jornalista.
Segundo a coluna "Gente Boa" do Jornal O Globo, a atriz foi convidada para viver Elis Regina em "Elis, o Musical", com texto de Nelson Motta e direção de Dennis Carvalho, mas recusou para se dedicar à gravação de seu novo disco. Em 2013, protagonizou a fase jovem da personagem interpretada por Fernanda Montenegro no filme O Tempo e o Vento, do diretor Jayme Monjardim, que teve uma versão televisiva no ano seguinte. Marjorie retomou sua carreira musical participando projeto Covers ao lado de grandes nomes da música brasileira.

### 2014–presente: Retorno comImpério,Oito,Ligações Perigosas,JustiçaeSob Pressão
Em 2014, participou da primeira fase da novela Império, de Aguinaldo Silva, como a vilã Cora na juventude. Reassume o papel posteriormente, quando Drica Moraes, que interpreta a personagem em idade madura, afasta-se da trama por motivo de saúde, e seu retorno gera grande repercussão e elogios.  Ainda em 2014, protagoniza a série do Fantástico, Eu que amo Tanto, junto a Mariana Ximenes, Carolina Dieckmann e Susana Vieira e é cotada para protagonizar a série Doctor Pri, em lugar de Glória Pires, projeto que acabou não se concretizando.
No cinema protagoniza o filme Beatriz, de Alberto Graça, faz parte do trio principal de Apneia, de Maurício Eça, é confirmada como protagonista de Todo Amor, de Marcos Bernstein, e A Onda Maldita, de Tomás Portella, e participa de gravações do filme Garoto de Júlio Bressane. No plano musical, além de participar da segunda temporada do projeto Cover, fez seu segundo dueto com Gilberto Gil em gravações para seu terceiro CD, Oito, cujo lançamento foi no segundo semestre de 2014.
Em 2015, participa junto a Carolina Dieckmann de Aurora, um filme de terror com direção de José Eduardo Belmonte, e grava a minissérie Ligações Perigosas, adaptação da famosa obra de Pierre Choderlos de Laclos, com estreia em 2016
Em 2016, além de Ligações Perigosas atua na minissérie Justiça, como Beatriz, uma bailarina que fica tetraplégica após um atropelamento e pede ao marido, interpretado por Cauã Reymond, que lhe faça eutanásia. No teatro, interpreta Valkyrie, uma corredora que reflete sobre sua vida durante uma maratona, em "Fluxograma", premiado texto de Jô Bilac, dirigido por Monique Gardenberg. No cinema estreia o longa Sob Pressão, de Andrucha Waddington, que trata dos dramas de um hospital público no Brasil, onde interpreta a Dra. Carolina.
Em 2017, protagoniza a série médica Sob Pressão, junto a Júlio Andrade, versão televisiva do filme e livro com o mesmo nome. Por sua atuação na série, recebeu uma indicação como Melhor Atriz ao Emmy Internacional em 2019. No cinema, grava Paraíso Perdido, dirigido por sua parceira no teatro Monique Gardenberg, e estreia os filmes Boas Maneiras, fábula de terror premiada em festivais do Brasil e do exterior, e Entre Irmãs, de Breno Silveira, a história de duas irmãs órfãs de Pernambuco que seguem caminhos distintos, uma muda para o Recife e a outra vai para o cangaço.

## Vida pessoal
Marjorie namorou o músico André Aquino de 2006 a 2011. Desde maio de 2022, a atriz namora com o médico Marcio Maranhão, autor do livro que inspirou a série Sob Pressão.

## Filmografia

### Televisão
| Ano       | Título                                   | Personagem                        | Nota(s)                               |
| --------- | ---------------------------------------- | --------------------------------- | ------------------------------------- |
| 2002      | Popstars                                 | Participante                      | Temporada 1                           |
| 2003      | Malhação                                 | Fabiana                           | Episódio: "12 de maio"                |
| 2004–2005 | Malhação                                 | Natasha Ferreira                  | Temporadas 11–12                      |
| 2005–2006 | Malhação                                 | Natasha Ferreira                  | Temporadas 11–12                      |
| 2006–2007 | Páginas da Vida                          | Marina Martins de Andrade Rangel  |                                       |
| 2007      | Sob Nova Direção                         | Nelly Li                          | Episódio: "A Dona da Voz"             |
| 2007      | A Turma do Didi                          | Profª. Marjorie                   | Episódio: "15 de julho"               |
| 2007–2008 | Duas Caras                               | Maria Paula Fonseca do Nascimento |                                       |
| 2009      | Caminho das Índias                       | Antônia Cavinato (Tônia)          |                                       |
| 2009      | Exagerados                               | Examinadora do Detran             | Episódio: "O Teste Para Ser Pedestre" |
| 2010      | S.O.S. Emergência                        | Flávia Menezes                    | Episódio: "Na Saúde e na Doença"      |
| 2011      | Amor em Quatro Atos                      | Letícia                           | Episódio: "Ela Faz Cinema"            |
| 2011      | Cine Conhecimento                        | Apresentadora                     |                                       |
| 2011–2012 | A Vida da Gente                          | Manuela Ribeiro Fonseca           |                                       |
| 2012–2013 | Lado a Lado                              | Laura Assunção Vieira             |                                       |
| 2014      | Eu Que Amo Tanto                         | Angélica                          | Episódio: "Angélica"                  |
| 2014–2015 | Império                                  | Cora dos Anjos Bastos             | Episódios: 1–3; 120–187               |
| 2016      | Ligações Perigosas                       | Mariana de Santanna               |                                       |
| 2016      | Justiça                                  | Beatriz Vieira                    |                                       |
| 2017–2022 | Sob Pressão                              | Dra. Carolina Alencar             |                                       |
| 2019      | Mulheres Fantásticas                     | Narradora                         | Episódio: "Maria Sibylla"             |
| 2020      | Sob Pressão: Plantão Covid               | Dra. Carolina Alencar             |                                       |
| 2020      | Noturnos                                 | Ana                               | Episódio: "A Mulher na Sombra"        |
| 2023      | Fim                                      | Ruth                              |                                       |
| 2025      | Ângela Diniz: O Crime da Praia dos Ossos | Ângela Diniz                      |                                       |

### Cinema
| Ano  | Título              | Personagem                    |
| ---- | ------------------- | ----------------------------- |
| 2011 | Malu de Bicicleta   | Sueli                         |
| 2013 | O Tempo e o Vento   | Bibiana Terra Cambará (jovem) |
| 2014 | Apneia              | Giovanna                      |
| 2015 | Garoto              | Garota                        |
| 2016 | Sob Pressão         | Dra. Carolina Alencar         |
| 2017 | As Boas Maneiras    | Ana                           |
| 2017 | Entre Irmãs         | Emília dos Santos             |
| 2018 | Aurora              | Mônica                        |
| 2018 | Paraíso Perdido     | Milene                        |
| 2018 | A Onda Maldita      | Alice                         |
| 2018 | Todo Clichê do Amor | Dani                          |
| 2019 | Beatriz             | Beatriz                       |
| 2024 | Abraço de Mãe       | Ana                           |
| 2024 | Ainda Estou Aqui    | Eliana Paiva (adulta)         |
| 2025 | Enterre Seus Mortos | Nete                          |
| 2025 | Precisamos Falar    | Sandra                        |

## Teatro
| Ano  | Título                             | Personagem                  |
| ---- | ---------------------------------- | --------------------------- |
| 1998 | A Raposa e as Uvas                 | —                           |
| 1999 | Clarice                            | —                           |
| 2000 | O Palhaço Imaginador               | —                           |
| 2002 | Buchicho                           | —                           |
| 2003 | Beijos, Escolhas e Bolhas de Sabão | Tati                        |
| 2004 | Bárbara Não lhe Adora              | Bárbara Cristina            |
| 2009 | Corte Seco                         | Samantha                    |
| 2011 | Inverno da Luz Vermelha            | Christine                   |
| 2012 | O Desaparecimento do Elefante      | Atashi e outras personagens |
| 2016 | Fluxorama                          | Valquíria                   |
| 2019 | Os Sete Afluentes do Rio Ota       | Várias personagens          |

## Discografia

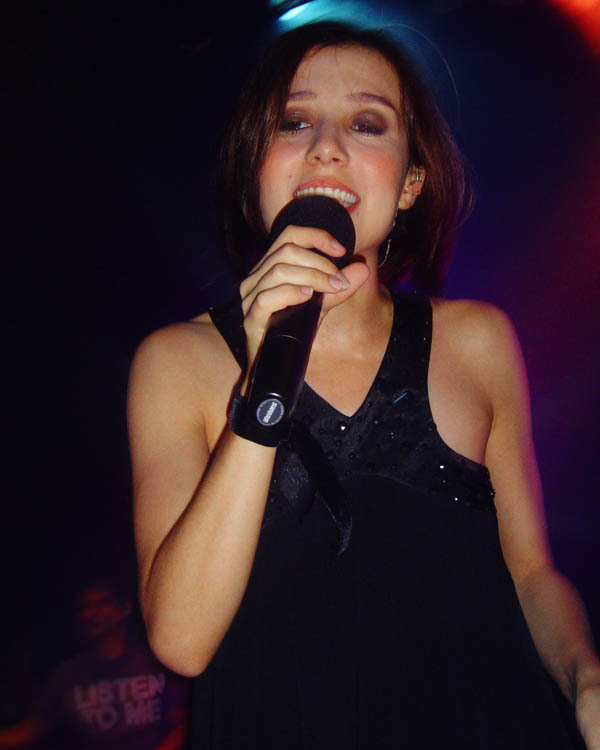
Marjorie se apresentando em Vista Alegre, RS (2007)

### Álbuns de estúdio
| Ano  | Título                     | Certificações | Ref.    |
| ---- | -------------------------- | ------------- | ------- |
| 2005 | Marjorie Estiano           | Platina       |         |
| 2007 | Flores, Amores e Blablablá | —             |         |
| 2014 | Oito                       | —             | [ 134 ] |

### Extended plays (EPs)
| Ano  | Título               | Nota(s)          |
| ---- | -------------------- | ---------------- |
| 2007 | 2 x Você Sempre Será | Especial digital |
| 2007 | 4 x So Easy          | Especial digital |

### Álbuns ao vivo
| Ano  | Título                           | Certificação | Vendagem |
| ---- | -------------------------------- | ------------ | -------- |
| 2005 | Marjorie Estiano e Banda ao Vivo | Ouro         | 50 000   |

### Singles

#### Como artista principal
| Canção                  | Ano  | Melhores posições | Álbum                      | Vídeo musical |
| Canção                  | Ano  | BRA               | Álbum                      | Vídeo musical |
| ----------------------- | ---- | ----------------- | -------------------------- | ------------- |
| "Você Sempre Será"      | 2005 | 1                 | Marjorie Estiano           | Sim           |
| "Por Mais que Eu Tente" | 2005 | 6                 | Marjorie Estiano           | Não           |
| "So Easy"               | 2005 | 12                | Marjorie Estiano           | Não           |
| "Espirais"              | 2007 | 10                | Flores, Amores e Blablablá | Sim           |
| "Tatuagem"              | 2007 | 15                | Flores, Amores e Blablablá | Sim           |
| "Por Inteiro"           | 2014 | —                 | Oito                       | Não           |
| "Me Leva"               | 2014 | —                 | Oito                       | Sim           |

## Turnês
- 2005–06: Turnê Marjorie Estiano e Banda
- 2007–08: Turnê Flores, Amores & Blablablá
- 2010: Turnê Combinação sobre Todas as Coisas
- 2014–15: Show Oito

Em parceria
- 2012–13: Banco do Brasil Covers - The Beatles
- 2016: Nivea Viva Rock Brasil[136]

## Prêmios e indicações
| Ano  | Prêmio                                   | Categoria                             | Nomeação                      | Resultado |
| ---- | ---------------------------------------- | ------------------------------------- | ----------------------------- | --------- |
| 1999 | Festival de Teatro Lala Schneider        | Melhor Atriz                          | Clarice                       | Venceu    |
| 2004 | Melhores do Ano                          | Atriz Revelação                       | Malhação                      | Indicada  |
| 2005 | IV Prêmio Jovem Brasileiro               | Melhor Atriz                          | Malhação                      | Venceu    |
| 2005 | Melhores do Ano                          | Música do Ano                         | "Você Sempre Será"            | Venceu    |
| 2005 | Meus Prêmios Nick                        | Cantora Revelação do Ano              | Marjorie Estiano              | Venceu    |
| 2005 | Troféu Leão Lobo                         | Revelação Musical                     | Marjorie Estiano              | Venceu    |
| 2006 | Prêmio Multishow de Música Brasileira    | Cantora Revelação                     | Marjorie Estiano              | Venceu    |
| 2006 | Meus Prêmios Nick                        | Cantora Favorita                      | Marjorie Estiano              | Indicada  |
| 2006 | Melhores do Ano                          | Melhor Atriz Coadjuvante              | Páginas da Vida               | Indicada  |
| 2007 | Prêmio Contigo! de TV                    | Melhor Atriz Coadjuvante              | Páginas da Vida               | Indicada  |
| 2007 | Troféu Imprensa[carece de fontes?]       | Revelação do Ano                      | Páginas da Vida               | Indicada  |
| 2008 | Capricho Awards                          | Melhor Atriz                          | Duas Caras                    | Indicada  |
| 2009 | Meus Prêmios Nick                        | Melhor Atriz                          | Caminho das Índias            | Indicada  |
| 2009 | Capricho Awards                          | Melhor Atriz Nacional                 | Caminho das Índias            | Indicada  |
| 2011 | Prêmio Arte Qualidade Brasil             | Melhor Atriz de Teatro - Drama        | Inverno da Luz Vermelha       | Venceu    |
| 2011 | Prêmio Quem                              | Melhor Atriz Coadjuvante              | A Vida da Gente               | Venceu    |
| 2012 | Prêmio Extra de Televisão                | Melhor Atriz                          | A Vida da Gente               | Indicada  |
| 2013 | Prêmio Contigo! de TV                    | Melhor Atriz                          | Lado a Lado                   | Indicada  |
| 2013 | Prêmio APTR                              | Melhor Atriz Coadjuvante              | O Desaparecimento do Elefante | Indicada  |
| 2013 | Prêmio Aplauso Brasil                    | Melhor Atriz Coadjuvante              | O Desaparecimento do Elefante | Venceu    |
| 2013 | Prêmio Arte Qualidade Brasil             | Melhor Atriz                          | O Desaparecimento do Elefante | Indicada  |
| 2014 | Jornal Diário Gaúcho                     | Interpretação surpreendente           | Império                       | Venceu    |
| 2014 | Jornal Diário Gaúcho                     | Vilã do Ano                           | Império                       | Venceu    |
| 2015 | Troféu Internet                          | Melhor Atriz                          | Império                       | Indicada  |
| 2015 | 11º Prêmio FIESP/SESI-SP de Cinema       | Melhor Atriz Coadjuvante              | Apneia                        | Indicada  |
| 2015 | Prêmio MIFF AWARDS                       | Melhor Atriz Coadjuvante              | Apneia                        | Indicada  |
| 2017 | 43º Festival Sesc Melhores Filmes        | Melhor Atriz                          | Sob Pressão                   | Indicada  |
| 2017 | Festival do Rio                          | Melhor Atriz Coadjuvante              | As Boas Maneiras              | Venceu    |
| 2017 | Melhores do Ano                          | Melhor Atriz de Série ou Minissérie   | Sob Pressão                   | Venceu    |
| 2017 | Troféu APCA                              | Melhor Atriz                          | Sob Pressão                   | Indicada  |
| 2017 | Prêmio F5                                | Melhor Atriz de Série                 | Sob Pressão                   | Venceu    |
| 2017 | Prêmio Contigo! Online                   | Melhor Atriz de Série                 | Sob Pressão                   | Venceu    |
| 2017 | Troféu UOL TV e Famosos                  | Melhor Atriz                          | Sob Pressão                   | Venceu    |
| 2017 | Prêmio Extra de Televisão                | Melhor Atriz                          | Sob Pressão                   | Indicada  |
| 2018 | Prêmio FIPA de Ouro do 31º Festival FIPA | Melhor Atriz                          | Sob Pressão                   | Venceu    |
| 2018 | 15º Zinegoak - Bilbao LGTB Film Festival | Melhor Atriz Coadjuvante              | As Boas Maneiras              | Venceu    |
| 2018 | 12º Prêmio Fiesp/Sesi de Cinema e TV     | Melhor Atriz de Série                 | Entre Irmãs                   | Venceu    |
| 2018 | Grande Prêmio do Cinema Brasileiro       | Melhor Atriz                          | Entre Irmãs                   | Indicada  |
| 2018 | Prêmio Guarani de Cinema Brasileiro      | Melhor Atriz                          | Entre Irmãs                   | Indicada  |
| 2018 | Troféu APCA                              | Melhor Atriz                          | Sob Pressão                   | Venceu    |
| 2019 | Prêmio Platino                           | Melhor Atriz de Série                 | Sob Pressão                   | Indicada  |
| 2019 | Emmy Internacional                       | Melhor Atriz                          | Sob Pressão                   | Indicada  |
| 2019 | Melhores do Ano                          | Atriz de Série, Minissérie ou Seriado | Sob Pressão                   | Indicada  |
| 2019 | Troféu APCA                              | Melhor Atriz de Televisão             | Sob Pressão                   | Indicada  |
| 2019 | Troféu UOL TV e Famosos                  | Melhor Atriz                          | Sob Pressão                   | Indicada  |
| 2019 | Prêmio F5                                | Melhor Atriz de Série Dramática       | Sob Pressão                   | Venceu    |
| 2019 | Prêmio Contigo! Online                   | Melhor Atriz de Série                 | Sob Pressão                   | Venceu    |
| 2019 | Prêmio The Brazilian Critic              | Melhor Atriz em Série de Drama        | Sob Pressão                   | Venceu    |
| 2019 | Melhores do Ano NaTelinha                | Melhor Atriz                          | Sob Pressão                   | Indicada  |
| 2019 | Grande Prêmio do Cinema Brasileiro       | Melhor Atriz                          | As Boas Maneiras              | Indicada  |
| 2019 | Grande Prêmio do Cinema Brasileiro       | Melhor Atriz Coadjuvante              | Paraíso Perdido               | Indicada  |
| 2020 | Prêmio Platino                           | Interpretação Feminina de Série       | Sob Pressão                   | Indicada  |
| 2020 | Prêmio Contigo! Online                   | Melhor Atriz de Série                 | Sob Pressão: Plantão Covid    | Indicada  |
| 2020 | Prêmio The Brazilian Critic              | Melhor Atriz em Série de Drama        | Sob Pressão: Plantão Covid    | Venceu    |
| 2020 | SB Awards                                | Melhor Atriz Brasileira               | Sob Pressão: Plantão Covid    | Indicada  |
| 2020 | Splash Awards                            | Melhor Atriz                          | Sob Pressão: Plantão Covid    | Indicada  |
| 2020 | Troféu APCA                              | Melhor Atriz                          | Sob Pressão: Plantão Covid    | Indicada  |
| 2020 | Melhores do Ano NaTelinha                | Melhor Atriz                          | Sob Pressão: Plantão Covid    | Venceu    |
| 2020 | Melhores do Ano Minha Novela             | Melhor Atriz de Série/Minissérie      | Sob Pressão: Plantão Covid    | Venceu    |
| 2020 | Pena de Prata                            | Melhor Atriz em Especial de TV        | Sob Pressão: Plantão Covid    | Indicado  |
| 2020 | Pena de Prata                            | Melhor Elenco em Especial de TV       | Sob Pressão: Plantão Covid    | Indicado  |
| 2021 | Prêmio Bibi Ferreira                     | Melhor Atriz em Peça de Teatro        | Os Sete Afluentes do Rio Ota  | Indicada  |
| 2021 | Pena de Prata                            | Melhor Atriz em Série Dramática       | Sob Pressão                   | Indicado  |
| 2021 | Melhores do Ano                          | Melhor Atriz de Série                 | Sob Pressão                   | Venceu    |
| 2021 | Prêmio Contigo! Online                   | Melhor Atriz de Série                 | Sob Pressão                   | Venceu    |
| 2021 | Prêmio F5                                | Melhor Atriz de Série                 | Sob Pressão                   | Venceu    |
| 2021 | Prêmio Notícias da TV                    | Ator ou Atriz de Série                | Sob Pressão                   | Venceu    |
| 2021 | Prêmio Glow                              | Melhor Ator/Atriz                     | Sob Pressão                   | Venceu    |
| 2022 | SEC Awards                               | Melhor Atriz em Série                 | Sob Pressão                   | Venceu    |
| 2022 | Melhores do Ano NaTelinha                | Melhor Atriz                          | Sob Pressão                   | Indicado  |
| 2022 | Melhores do Ano                          | Atriz de Série                        | Sob Pressão                   | Venceu    |
| 2022 | Prêmio Contigo!                          | Atriz de série                        | Sob Pressão                   | Indicado  |
| 2023 | Prêmio APCA de Televisão                 | Melhor Atriz                          | Fim                           | Indicado  |
| 2024 | Prêmio Grande Otelo                      | Melhor Atriz de Série                 | Fim                           | Indicada  |
| 2024 | Melhores do Ano                          | Atriz de Série                        | Fim                           | Venceu    |